# Nattapat Tantramart
Nattapat Tantramart –en tailandés, ณัฐภัทร ตันตรามาตย์– (3 de abril de 1995) es un deportista tailandés que compitió en taekwondo. Ganó una medalla en los Juegos Asiáticos de 2014 en la categoría de –87 kg.

## Palmarés internacional
| Juegos Asiáticos | Juegos Asiáticos        | Juegos Asiáticos  | Juegos Asiáticos |
| Año              | Lugar                   | Medalla           | Categoría        |
| ---------------- | ----------------------- | ----------------- | ---------------- |
| 2014             | Incheon (Corea del Sur) | Medalla de bronce | –87 kg           |